# メサイア・ウォー
「メサイア・ウォー」（"Messiah War"）は前作『メサイア・コンプレックス』と『セカンド・カミング』をつなげる物語。主に未来世界が舞台となる。メインストーリーはUncanny X-MenとX-Force（Vol.3)で、ホープを守るケーブルとホープを殺そうとするビショップのストーリー『メシア・ウォー』はCable (Vol.2)で展開される。その後セカンド・カミングに至るまで『ユートピア編』、『ネクローシャ編』を経ることになる。プロフェッサーXの旅とローグの物語はX-メン: レガシーで描かれる。

## あらすじ

### メサイアコンプレックス後
メサイアコンプレックスで頭を撃ち抜かれたプロフェッサーXの遺体を持ち去ったのは時間停止能力者テンポだった。アコライツのメンバーとマグニートーはプロフェッサーXを蘇生させる。アコライツを率いるエクソダスはプロフェッサーXに自分たちの指導者になってほしいと要請するが、プロフェッサーXはこれを断る。プロフェッサーXはX-MENの記憶を改竄したことを悔い一人贖罪の旅に出る。
マグニートーはハイエボリューショナリーと接触。磁力操作スーツを制作、機械頼りとはいえ能力を復活させた。ハイエボリューショナリーと共にミュータント復活の研究を行うが思うような成果をあげられないでいた。しかし研究のおかげでミュータント能力が戻った。
サイクロプスはX-フォースにピュリファイアーズ殲滅の命令を出す。一方ピュリファイアーズは『ゼロ・トレランス』で頭部だけになっていたバスチオンを奪取し、未来から来たセンチネルニムロッドと合体させる。復活したバスチオンはテクノ・オーガニック・ウィルスを使用し、ウィリアム・ストライカーやキャメロン・ホッジら反ミュータント主義者を蘇生させる。この時ピュリファイアーズの指導者であったリスマンはバスチオンがピュリファイアーズを掌握しつつあることを恐れバスチオンの抹殺を画策しX-フォース、リスマン一派、バスチオン一派の三つ巴の戦いがおこる。リスマン一派は壊滅し、バスチオンも逃走を余儀なくされる。
ヴィランのレディ・マスターマインドからサンフランシスコを救ったことにより、サイクロプスらはサンフランシスコ市長の好意を得て拠点を『恵まれし子らの学園』からサンフランシスコに移す。サイクロプスはエマのテレパシーで世界中のミュータントにサンフランシスコに集うよう呼びかけた。
プロフェッサーXは旅の途中ガンビットと出会う。共に旅しプロフェッサーXを恨むデンジャーに襲われるが和解。オーストラリアに隠れ住むローグを探し出しその能力の制御のための特訓を行う。その最中シャイアの宇宙海賊と遭遇し、これを撃破。プロフェッサーXのテレパシーによってローグは能力の制御に成功し、相手の意識を吸い取ることなく能力のみを吸収できるようになる。ローグはX-MENに復帰。

### Xインフェルナス
イリアナを取り戻したいコロッサスはサイクロプスにイリアナ救出を訴えるが退けられてしまう。リンボの支配者となったダークチャイルドは自らの人間性を取り戻すためにソウルソードとブラッドストーンを探し求める。かつてダークチャイルドが倒した魔王ベラスコの娘ウィッチファイアも旧き神を召喚するためソウルソード、ブラッドストーンを求める。
サンフランシスコのX-MENの拠点では性格が豹変したピクシーがソウルダガーでナイトクローラーを突き刺し、ナイトクローラーの体内にあったマジックのソウルソードが顕現する。それを感知したダークチャイルドはナイトクローラーの下に現れコロッサスらもそこに駆けつけるが、ダークチャイルドはかつての記憶を失っていた。ソウルソードを手にしたダークチャイルドは外見が変化しそれまで悪魔のような姿だったのが銀の鎧を身に着けた女性の姿になった。X-MENはピクシーの力でダークチャイルドを追いリンボへ赴くが、コロッサスとウルヴァリンがウィッチファイアに操られてしまう。ナイトクローラーはソウルソードとソウルダガーを使いコロッサスとウルヴァリンの洗脳を解くが旧き神は召喚されてしまう。
X-MENの活躍で旧き神とウィッチファイアを撃破したダークチャイルドはソウルソードを手にし幾許かのの人間性を取り戻したことと、コロッサスの説得もあってマジックとしてX-MENに帰還する。

### メシア・ウォー
ミュータントの希望となる赤ん坊を託されたケーブルは未来世界に帰還するが世界は荒廃していた。ケーブルはニューリバティの山村に妻ホープと共に隠棲し赤ん坊を育てた。やがて人類を支配しようとするゴキブリ人間との戦いでホープは流れ弾に当たり命を落としてしまう。ケーブルは赤ん坊に妻の名を与えホープと名付ける。
世界を滅ぼすと信じるビショップはケーブルを追跡し、彼の仇敵であるストライフと結託し二人の命を狙う。
サイクロプスはケーブルとホープを現代に戻すためウルヴァリン、エンジェルらX-フォースを未来に送る。X-フォースはケーブルと合流。そして数百年後の未来まで生きていたデッドプールまでもが同行した。
ストライフ、ビショップの追撃をかわすケーブルとホープ。二人を救出しようとするX-フォースと敵か味方かわからないデッドプール。ストライフはアポカリプスの手で倒され、ホープはアポカリプスの手に落ちてしまうがアポカリプスに貸しのあるエンジェルの説得によってふたたびケーブルの下に戻される。X-フォースはケーブルに現代に戻るよう頼むがケーブルは拒否しホープと二人様々な時代を旅する。
現代では反ミュータント主義者バスチオンの部下がサージら3人の若手ミュータントを拉致してしまう。サイクロプスたちが救出に向かうが彼らはレガシーウィルスを注入されいずこかへ連れ去られてしまう。

### メシア・ウォー後

#### ユートピア
サンフランシスコで反ミュータント暴動がおこりこれを奇貨としたオズボーンはダークX-MENを組織しダーク・アベンジャーズと共にX-MENをサンフランシスコから追い出す。サイクロプスはミュータントの生態を研究するX-クラブとアトランティスの王ネイモアの協力により、カリフォルニア沖に沈んでいたアステロイドMを浮上させミュータントの『ユートピア』の建国を宣言する。マグニートーやローグらも合流しオズボーンがユートピアに差し向けたダークアベンジャーズを撃退する。

#### ネクローシャ
ダーククィーン・セレーネは虐殺されたジェノーシャのミュータントをテクノ・オーガニック・ウィルスを使って復活させる。ユートピアでは蘇ったミュータントたちに襲われてしまう。セレーネは大量に蘇生させたミュータントたちの魂を生贄にして神となるが、自らが持つ魔剣に貫かれて死亡する。セレーネによって復活したミュータントのうち幾人かが逃亡している。
未来では17歳に成長したホープがミュータント能力を開花させケーブルと共にビショップを倒し現代に帰還する。

## 主な登場人物
- ケーブル

ストライフ、ビショップの追撃をかわしながらホープと共に様々な時代を旅する。
- ホープ

Mデイ以降初めて生まれたミュータント。物語当初名前がなかったが、ケーブルの妻の名前を付けてもらう。
- ビショップ

ホープこそ破滅をもたらすと信じて付け狙う。メサイアコンプレックスで右腕をプレデターXに食いちぎられているためサイボーグ化している。
- デッドプール

ケーブルの親友。サノスにより不死の呪いをかけられているため未来世界まで生きていた。第四の壁を平気で突破してトリックスター的な活躍をする。
- サイクロプス

200名を切ったミュータントの指導者としてユートピアを建設。ホープこそミュータント復活の希望だと信じている。
- バスチオン

センチネルの1号機であるが数奇な運命の果てに人間と機械の融合体に生まれ変わった。テクノオーガニック・ウィルスを使ってウィリアム・ストライカー、キャメロン・ホッジら反ミュータントを掲げる人物を復活させる。
- マグニートー

自分のミュータント能力は蘇ったものの種全体の復活はできずユートピアに身を寄せた。キティ・ブライドの救出や幽霊騒動を経て信頼を勝ち得た。
- ダークチャイルド

リンボの魔王ベラスコが生み出したマジックのクローン。灰色の肌と山羊のような足とまさに悪魔のような姿をしている。自らの魂から生み出されたソウルソードを取り戻したことで人間の姿に戻った。
- アポカリプス

悠久の時を生きるミュータント。ケーブルの未来では支配者であったがその座をストライフに奪われてしまった。年老いた姿で登場する。

## 出版

### メシア・ウォー
- プロローグ: The Times and Life of Lucas Bishop #1-3
- Chapter 1: X-Force/Cable: Messiah War One-Shot
- Chapter 2: Cable #13
- Chapter 3: X-Force #14
- Chapter 4: Cable #14
- Chapter 5: X-Force #15
- Chapter 6: Cable #15
- Chapter 7: X-Force #16

- コレクテッドエディション -
- X-Force/Cable: Messiah War

ハードカバー, ISBN 0-7851-3157-4,
ソフトカバー, ISBN 0-7851-3173-6

### X-インフェルナス
- X-Infernus

ハードカバー, ISBN 0-7851-3947-8

### ユートピア
2009年6月
- Dark Avengers/Uncanny X-Men: Utopia

2009年7月
- The Uncanny X-Men #513
- Dark X-Men: The Beginning #1
- X-Men Legacy #226
- Dark Avengers #7
- Dark X-Men: The Beginning #2

2009年8月
- The Uncanny X-Men #514
- X-Men Legacy #227
- Dark Avengers #8
- Dark X-Men: The Beginning #3

2009年9月
- Dark Avengers/Uncanny X-Men: Exodus
- Dark X-Men: Confession #1
- Dark Reign: The List-Uncanny X-Men

- コレクテッドエディション -
Dark Avengers/Uncanny X-Men: UtopiaISBN 0-7851-4233-9
Dark X-Men: The BeginningISBN 0-7851-4230-4

### ネクローシャ
- X-Necrosha

ペーパーバック　 ISBN 0-7851-4674-1

### 日本語版
日本語版は発売されていない。ヴィレッジブックスから通販限定で販売されているX-MEN:セカンド・カミングに付属している小冊子で大まかな流れを知ることができる。